# Maha Rat (huyện)
Maha Rat (tiếng Thái: มหาราช) là một huyện (‘‘amphoe’’) ở phía bắc của tỉnh Ayutthaya ở Thái Lan.

## Lịch sử
Ban đầu huyện này có tên gọi Khwaeng Nakhon Yai. Sau đó đã chuyển thành huyện có tên Maha Rat năm 1914.

## Địa lý
Các huyện giáp ranh (từ phía bắc theo chiều kim đồng hồ) là Ban Phraek của tỉnh Ayutthaya, Don Phut của tỉnh Saraburi, Bang Pahan của tỉnh Ayutthaya, và Pa Mok, Mueang Ang Thong và Chaiyo của tỉnh Ang Thong.

## Hành chính
Huyện này được chia thành 12 phó huyện (tambon)  
| 1. หัวไผ่ (Hua Phai) 2. กะทุ่ม (Kathum) 3. มหาราช (Maha Rat) 4. น้ำเต้า (Nam Tao) 5. บางนา (Bang Na) 6. โรงช้าง (Rong Chang) | 1. เจ้าปลุก (Chao Pluk) 2. พิตเพียน (Phitphian) 3. บ้านนา (Ban Na) 4. บ้านขวาง (Ban Khwang) 5. ท่าตอ (Tha To) 6. บ้านใหม่ (Ban Mai) |